# 홍무제
명 태조(明 太祖, 1328년 10월 29일(음력 9월 18일) ~ 1398년 6월 24일(음력 윤 5월 10일))라는 묘호로도 잘 알려진 홍무제(洪武帝 朱元璋)는 명나라의 초대 황제(재위 : 1368년 ~ 1398년)이다. 본명은 주원장으로 원나라 말기 반원 운동의 핵심에 있었던 홍건적의 지도자 중 한 명이었다.
호주(濠州) 종리현(鍾離縣) 한족 빈농가문에서 태어나 힘든 성장기를 보내다 10대 후반에 황각사(皇覺寺)라는 절에서 출가하였다. 탁발승(托鉢僧)이 되어 여러곳을 전전하다 20대 초반에 홍건적(紅巾賊)에 들어가 곽자흥의 휘하에서 활약하였고, 곽자흥의 양녀 마씨(馬氏)와 결혼하였다. 곽자흥의 군대가 분열되자 독자적으로 군대를 모아 세력을 키워나갔으며 원나라 강남(江南)의 거점인 남경(南京)을 점령했다. 1366년 스스로 오왕(吳王)이라 칭하고 각지의 군웅들을 굴복시킨 뒤 1368년 스스로 자립해 황제에 올라 대명(大明)을 건국했다. 이후 그는 한족 왕조 회복의 기치를 명분으로 하고, 지방관의 행정, 입법, 군사 권한을 분산시켜 서로 견제하게 하는 한편 중서성을 혁파하고 6부 상서들에게 직접 결제받는 등, 중앙집권체제 확립과 황권 강화를 꾀하였다.
반원(反元) 반몽골과 한족의 국가 재건을 기치로 북벌군을 일으켜 직접 지휘, 1388년 몽골족을 만리장성 밖으로 축출하고 중원을 통일했다. 왕조 성립 뒤에는 지역 토호 및 공신세력을 숙청하고 지방관 파견과 제후국 봉지 임명 등으로 중앙집권적 체제를 확립시켰다. 또한 한족의 문화를 부흥시키려 노력했다. 유교 사상에 따라 자급자족 농경 사회를 구축하기 위해 노력했고, 대외적으로는 신중한 입장을 취했다. 공신들의 대량숙청을 감행하는 비정상적인 공포정치를 펼쳤다는 부정적인 시각도 존재한다. 시호는 고황제(高皇帝)이다.

## 어린 시절

### 출생과 성장
원나라 말기 천력 원년(天歷 元年, 1328년) 호주(濠州) 종리현(鍾離縣)(오늘날 안후이성 평양현鳳陽縣)에서 가난한 농부 주세진(朱世珍)과 어머니 진씨 사이에서 여덟 째(집안에서 여덟 째이고 부모님 사이의 자식 중에선 4번째였다.) 아들로 태어났다. 여러차례 개명했는데, 주중팔(朱重八)에서 주흥종(朱興宗)으로, 다시 주덕유(朱德裕)로, 홍건군에 참가하는 무렵에는 주원장(朱元璋)으로 바꾸었다. 자는 국서(國瑞)이다. 1344년, 기근과 함께 마을에 전염병(흑사병으로 추정됨)이 돌았는데 부친, 맏형과 여러 형제들이 연이어 사망하고, 그 뒤를 이어 둘째와 셋째 형수, 그리고 둘째 형의 아이들과 어머니 진씨마저 전염병에 목숨을 잃었다.
그와 그의 둘째 형 주중육(朱重六)만이 살아남았다. 묘자리를 구하지 못해 장사를 지내지 못했는데 지주 유계조(劉繼祖)가 자신의 땅을 제공하여 낡은 옷에다가 시신을 감싸서 겨우 매장했다. 뒤에 황제가 된 뒤 부친을 인조 순황제로 모친을 순황후로 추존하고 황릉비를 쓸 때 이 일을 기억하며 통곡했다고 한다. 또한 유계조(劉繼祖)를 의혜후로 그의 부인을 후부인으로 책봉하였으며 이로 인해 일개 지주에 불과했던 유씨 집안은 대대손손 부귀영화를 누렸다.
큰 형수는 조카들을 데리고 친정으로 되돌아갔고, 백부 역시 아들과 손자를 잃고 어렵게 살았다. 주원장은 다소 여유가 있었던 매형 이정대의 도움을 많이 받았으나 누나가 사망한 후 매형이 홍건적들을 피해 피난을 떠나버렸다. 늦게 두 딸을 두었던 외할아버지는 이미 99세를 일기로 사망했고, 외할아버지에게도 아들이 없어서 그는 의지할 곳이 없는 신세가 됐다. 할 수 없이 황각사(皇覺寺)에서 출가하여 승려가 되었고, 절의 살림살이 마저 어려워지자 탁발승이 되어 여기저기 떠돌아다니며 생계를 유지했다.

### 홍건적의 난
몽골이 건국한 원나라는 14세기에 들어와 왕위 계승을 둘러싸고 다툼이 일어나 통치력이 저하되었다. 거기에 천재 지변에 전염병까지 일어났기 때문에 백련교도가 1351년에 홍건적의 난을 일으키자 반란은 순식간에 널리 퍼져나갔다. 그는 허베이 지방과 그 일대를 떠돌아다녔는데, 당시 이 일대는 원나라 중앙 정부의 통제가 미치지 못하는 곳이었고, 당시 중국의 중부와 북부 지방에서는 기근과 가뭄으로 700만 명 이상이 굶어죽었다. 이러한 상황은 민중봉기를 촉진시켜 1325년경부터는 반란이 끊임없이 일어나기 시작했다. 아비규환의 처지에서 근근히 생존하던 그는 죽마고우 탕화(湯和)의 권유를 받아들여 비적(匪賊)의 무리에 가담한다.  평민 출신의 비적이 이끄는 반란군들은 부유한 사람들의 집을 습격하여 그들의 재물을 빼앗은 뒤 가난한 사람들에게 나누어주었다.
1351년 탁발승으로 있던 그는 홍건적의 우두머리 중 하나인 곽자흥(郭子興)의 휘하에 들어갔다. 곽자흥은 1352년 대규모 병력을 이끌고 호주를 공격하여 함락시켰다. 이때 주원장은 반란군의 일개 병졸로 참가했으나 이후 여러전투에 계속 참여하여 숨은 재능이 발휘하였고 점차 공을 쌓았다. 몇년 안되서 그는 능력을 인정받아 곽자흥의 참모로 승격한다. 그뒤 주원장은 남경(南京)을 근거지로 하여 장강 유역을 통일하는 데 성공하면서 제2인자가 되었다. 비적의 우두머리에 불과했던 곽자흥은 혁혁한 전공을 세운 주원장의 실력과 지략, 공적을 내심 인정하면서도 한편으로는 심하게 경계하였다. 그러나 곽자흥의 경계심은 주원장이 곽자흥의 양녀인 마씨(훗날 효자고황후)와 결혼한 이후 누그러졌다.
1353년 주원장은 안휘성 저주를 함락시켰다. 뒤이어 병중이던 곽자흥을 대신하여 곽자흥 군의 중요한 임무를 수행해냈는데 사람의 신분과 과거, 귀천을 가리지 않고 인재를 선발했다. 그결과 많은 유능한 인재들을 거느렸다. 이들 가운데 일부는 그 뒤 주원장이 명나라를 개국하는데 공을 세워 개국공신이 되었다. 그러나 독자적으로 세력을 키우던 그는 곽자흥의 군대가 분열되자 독자적으로 군대를 모아 세력을 키워나갔으며 원나라 강남(江南)의 거점인 남경을 점령하고, 스스로 오국공(吳國公)에 취임했다. 이때 그의 병력은 20,000명에 달했고 1355년 곽자흥이 병으로 죽자 주원장은 곽자흥의 군벌을 흡수, 반군의 지도자가 되었다. 홍건적 군대가 원나라의 공격을 받고 패퇴하자 그는 남경을 중심으로 활동하면서 역시 남경을 기반으로 활동하던 진우량(陳友諒)과 소주(蘇州)의 장사성(張士誠)의 군대와 치열한 전투를 벌여 마침내 각지의 군웅들을 쳐서 세력을 확장시킨다.

### 군벌 활동

#### 세력 확장
장강으로 진출하면서 주원장은 중국 동부지역의 여러 읍과 성을 함락시킨 뒤 중국 동부의 사대부 계급 출신의 지식인들을 만났다. 이들 가운데 일부가 주원장의 봉기에 가세하자 그는 그들을 사부나 참모로 받아들이고 그들의 조언을 받아들였다. 어린시절 배우지 못했던 주원장은 동부 지방의 학자들로부터 한어와 중국사와 유교경전을 배웠다. 그들로부터 성리학적 대의명분과 통치의 원칙을 배웠는데, 문자에 대한 이해가 부족했던 그는 손에서 책을 놓지 않고 계속 반복하여 독서하여 그 내용을 흡수했다. 이는 훗날 군대조직과 함께 효과적인 지방행정제도를 추진하는데 도움이 되었다.
1356년 주원장은 남경으로 진격하여 함락시켰다. 난징은 장강 유역의 비옥한 땅과 군량미와 수송물자를 쉽게 조달할 수 있는 전략적 군사요충지였다. 스스로를 무공(武公)이라 선언한 그는 학자들의 도움을 받아 남경 일대에 효과적인 행정업무를 수행했고, 학자들의 조언에 따라 쓸데없는 약탈을 위해 이리저리 떠돌아다니는 일을 삼갔다. 땅이 없는 농민들에게 아직 개간하지 않은 토지를 하사하여 백성들에게 농업을 적극 권장, 장려했다. 여러 차례 군사적인 승리를 거두었음에도 불구하고 그는 여전히 자신을 왕으로 선포하지는 않고, 한림아(韓林兒)를 황제로 모시고 자신은 신하에 머물러 있었다. 한림아의 전폭적인 신뢰 하에 그는 반군의 승상 직위에 올랐으나 1366년 한림아를 비밀리에 암살한다.

#### 패권 쟁취
그는 백련교를 기반으로 세력을 점점 넓혀갔다. 한편으로 그는 멸몽흥한의 기치를 내세워 몽골족에 대항하는 한족의 민족적 지도자로 이미지를 굳혔다. 그러나 주원장에게도 라이벌은 있었는데, 역시 강남 지역을 기반으로 한 진우량과 장사성 등의 군벌이었다. 진우량은 스스로를 한왕(漢王)이라 선포하고 후베이성 우창(武昌) 주변에서 활약하며 중국 서부로 뻗어나가고 있었고, 장사성은 스스로를 오왕(吳王)이라 선포하고 동부의 평강(平江：지금의 장쑤성에 있는 쑤저우 지역)에서 활약하며 동방 진출을 계획하고 있었다.
1363년 소주의 장사성과 난징의 진우량이 협력하여 양쪽에서 협공으로 주원장의 영지를 빼앗으려 하였다. 장시성 북부 파양호(鄱陽湖)에서 진우량의 대규모 중선단(重船團)과 주원장의 소규모 경선단(輕船團) 사이에 교전이 발생한다. 주원장은 장사성 진우량의 연합군을 파양호 전투(鄱陽湖之戰)에서 상대해 3일만에 기적적으로 승리를 거둔다. 그는 진우량의 대규모 중선단(重船團)과 격파하고 진우량을 죽였으며 그의 선단은 크게 파괴되었다. 1364년 진우량의 근거지인 우창으로 진격하여 함락시켰다. 이어 후베이성, 후난성을 모두 점령하고 장시 성을 차지했다. 1364년 주원장은 스스로 왕이 되어 무왕(武王)이라 선포했다.

## 황제 즉위

### 건국과 즉위
1366년 스스로 명왕(明王)이라 하고 멸몽흥한이라 하여 반원 한족 독립의 기치를 세웠다. 푸젠성과 타이완섬을 지켰던 원나라의 관료 진우정(陳友定)을 격파한 뒤 그를 사로잡아 압송시킨 뒤 난징에서 처형했다. 남부지방이 평정되자 주원장은 서달·상우춘(常遇春) 등의 장수를 파견하여 북벌을 도모했다. 1367년 송나라 황제 한림아는 저주에 있던 본부에서 몽골족의 위협을 받고 소수의 부하들과 피신, 신변보호를 받기 위해 난징으로 도망쳤다. 그 여행중 주원장 부하의 호송을 받았으나 장강을 건너던 중에 사고가 발생하여 익사했다. 이는 홍무제(洪武帝)가 사주했다는 설이 있다. 1367년 장사성이 생포되어 난징으로 압송된 뒤 자결하면서 다른 반란군들은 그에게 귀순, 투항하였다. 옌안 지대에서 해적으로 활동하면서 방국진(方國珍) 등이 주원장에게 투항하자 벼슬을 내렸지만 실권은 주지 않았다.
1368년에 남경에서 칭제건원(稱帝建元)하여 황제라 칭한 뒤 명나라를 건국했고, 연호를 홍무(洪武)로 정하고 한 황제가 하나의 연호만을 사용하는 '일세일원(一世一元)'의 원칙을 세웠다. 홍무제라는 명칭은 일세일원의 원칙으로부터 비롯된 것이다. 산둥성, 허난성이 명에 항복해왔다. 건국 초 호풍(胡風)을 없애고 당 · 송 전통으로 복귀할 것을 명하였으며, 내정 개혁을 단행하였다. 전통적인 중국 문화를 소생시키기 위해 불가피하게 유생계급을 복권시켰고 성리학을 국시로 반포하게 한다.

### 몽골 세력 축출
홍무제는 건국한 직후에 20만 대군을 이끌고 북벌을 개시하여 1368년 8월 명나라의 군대가 베이징에 입성하자 원 순제(토곤 티무르)는 대도(大都)를 버리고 상도(上都)로 도망쳐 북원(北元)을 건국함에 따라, 만리장성 이남의 중국은 명나라에 의해 통일되었다.
결국 1368년에 중원을 점령하고 있던 원나라를 북쪽으로 몰아내고 명(明)을 건국하여, 한족 왕조를 복원시켰다. 한편 몽골족이 북원의 대도로 후퇴한 뒤에도 번번이 타타르로 자객을 보내 원 순제와 황태자 원 소종을 암살하려 했으나 모두 실패했다. 1372년 서달을 보내 북원까지 정벌하려 했으나 코케 테무르의 반격을 받아 명군이 크게 패배했다.

### 체제 개편과 제도 개혁
주원장은 한족(漢族)의 왕조를 회복시킴과 아울러 모든 몽고 풍속을 금지시키고 당과 송 시대의 중화 전통과 관습을 부활시켰다. 송대의 성리학적 규범을 규율로 정해 민중들에게 전파하였으며(6유六諭), 행정사무는 직접 처결하여 중앙집권체제와 황권 강화의 확립을 꾀하였다.
명나라를 건국한 직후부터 그는 성리학을 국시로 삼는 한편 학자들을 관리로 양성하기 위한 계획을 세운다. 그리고 이들 신진 학자들로 공신 세력을 견제하는 한편 서서히 공신 세력을 대체해나갈 기틀을 마련한다. 학자들을 관리로 훈련시키기 위해 홍무제는 1369년 직접 칙령을 내려 각 지방 행정 구역에 학교를 설립하라는 명령을 내렸다. 행정 학교의 학생들에게는 국가의 교육보조금이 지급되었고 이 중 실력이 우수한 학생들은 과거 제도를 거치지 않고도 중앙의 한림원에 입학할 수 있는 특권을 주었다. 한림원에서는 학문 강학 외에 교육정책을 수립했고 각급 학교의 학사행정을 감독했다. 이 칙령을 발표한 결과 각지에 서원과 서당이 세워졌고 중국 역사상 그 어느 나라보다 더 많은 학교가 명대에 설립되었다.
한편 행정기관의 일부 개편을 추진하여 1380년 중서성(中書省)을 폐지하고, 육부(六部)를 각각 독립시켜 육부의 상서들에게 직접 결제를 받았으며, 도찰원(都察院)과 군사기관인 오군도독부(五軍都督府)를 신설, 이들 기관을 황제 직속하에 두어 군권을 장악했다. 감찰기관인 도찰원을 설치하여 관료에 대한 감시를 강화하였고 황제 직속의 비밀경찰인 금의위(錦衣衛)를 설치했다.
지방과 정복지에도 행정기관인 포정사사(布政使司)와 군사기관인 도지휘사사(都指揮使司), 검찰기관인 안찰사사(按察使司)를 새로 설치, 파견하여 행정, 군사, 사법권한을 분리시켜 지방관의 권한을 대폭 약화시켰으며, 이들로부터도 직접 결제를 받아 중앙으로 권한을 집중시켰다. 또한 공신들 대신 24인의 황자(皇子)들과 서자들을 전국의 요지에 제후왕으로 봉하여 분봉(分封)하여 황실의 안정을 도모하였다. 또한 전국의 농촌에 이갑제를 설치하여 시골의 범죄와 유랑민 속출을 단속하는 한편, 부역황책(賦役黃冊)과 어린도책(魚鱗圖冊)을 만들도록 하여 조세와 부역의 징수, 징발을 감독하며 정책의 지방 확산, 침투를 꾀하였다. 오랜 전쟁으로 국토가 황폐해졌는데 농업을 국가 경제의 기반으로 삼아 국가 차원에서 원조와 조세 감면으로 농민들의 황무지 경작과 정착을 도왔다. 또한 법률의 편찬에도 힘써 대명률(大明律), 대명령(大明令) 등의 법률과 법령을 제정하였다.

### 통일 이후
1369년, 몽골 세력이 머물던 북원의 수도 상도(上都)를 점령하였고 다음해에는 몽골족을 좀더 북쪽으로 몰아냈다. 1371년에 쓰찬을 회득하고 1387년에는 윈난과 간쑤를 포함한 영토를 통일했다. 통일을 달성한 뒤에는 중앙아시아, 동남아시아, 일본, 조선, 안남 , 참파(북부 베트남), 티베트 등에 조공을 요구하는등 공세적인 외교를 펼쳤다. 외정을 자제하고 내정의 안정에 노력을 기울였으며 건국공신 숙청을 지속하여 독재체제를 만들었다. 한편 황후는 정사에 관여하지 못하게 했고,황후의 친족들이 월권행위를 보인다고 봤을 시에는 가차없이 처형하거나 유배보냈다. 지위가 비천한 농민출신이었기 때문에 행정의 부패가 민중에게 주는 고통을 잘 알고 있었으므로 비리는 가차 없이 엄벌에 처하였다.

### 환관 억제책
환관의 병폐에 대해서 잘 알고 있던 주원장은 환관에 대해 매우 혹독한 정책을 추진했다. 환관의 숫자를 수백명으로 줄이고, 환관과 일반 관료들의 왕래를 차단했다. 환관의 지위는 4품을 넘지 못하게 했고, 정치에 간여하지 못하게 하고 어길시에는 가차없이 처형했다. 환관들은 글을 배우지 못하게 했으며 '환관은 정사에 간여할 수 없으며 위반하는 자는 목을 친다'는 글귀를 철패에 새겨 내정의 궁문 앞에 세웠다. 그러나 주원장의 환관에 대한 이러한 강력한 정책은 그의 사후에 물거품이 되고 말았다. '정난의 변'을 일으켜 1402년에 조카 건문제를 폐위 시키고 즉위한 영락제는 환관을 중용했기 때문이다. 영락제에 의해 시작된 환관 정치는 명황조 말기까지 존속되었다. 또한 6대 정통제의 총신인 환관 왕진은 정권을 잡은직후 환관의 정치 간여금지를 천명한 철패를 부셔버렸다.

### 티무르, 일본과의 관계
1388년 몽골의 세력을 북방으로 몰아낸 뒤에 만주까지 원정하여 만주의 남부지역을 명나라에 편입시키고, 직접 행정관을 파견하여 영토에 복속시켰다. 또한 조선, 류큐, 안남, 일본 등 기타 국가에서 사신을 보내 종주권을 확립시켰으며, 이들 국가들은 자국이 명나라에 복속되었다는 표시로 조공 사절을 보내왔다. 그러나 조선의 요동 정벌을 내심 불쾌해하던 홍무제는 조선인 사신들을 가혹하게 다루어 이성계, 정도전 등과 신경전을 벌이기도 했다.
몽골족을 만리장성 밖으로 몰아낸 것만으로 만족하지 않던 홍무제는 직접 원정군을 편성, 2차례에 걸쳐 몽골로 보내 수도인 카라코룸에 도달하게 했다. 그러나 멀리온 탓에 몽골족을 위협하고 바로 회군하는 수준이었다. 명나라의 군대는 중앙아시아에까지도 보내 고비 사막에 있는 하미를 함락시키고 돌궐과 중앙아시아 지역에 있던 여러 부족들을 복속시켰다.
그러나 서방에서는 칭기즈칸의 후계자를 자처한 티무르가 나타나 몽골 제국의 부활을 천명했다. 그는 티무르를 알아보기 위해 사절을 보냈는데, 명나라의 사절이 토번을 지나 사마르칸트에 들어섰을 때 그들은 차가운 대접을 받았다. 티무르는 토번과 중앙아시아 지역에 몽골 제국을 건설하고 있었고 그 영향력을 인도 북부에까지 확장했다. 주원장의 몽골 공격을 내심 불쾌해하던 티무르는 그가 보낸 명나라의 사절단을 억류시켜 신경전을 벌이다가 결국 풀어주었다. 주원장은 티무르를 칠 계획을 세웠으나 여건이 되지 않아 일단 중단하고 화친을 청한다. 그의 제의를 티무르가 받아들이면서 티무르제국과 명나라는 사절단을 여러 번 서로 교환했는데 명나라는 티무르의 사절단을 조공사절단으로 여겼다. 이를 불쾌하게 여긴 티무르는 명나라 침략을 준비하던 중 1405년에 죽었다.
홍무제는 남중국해와 동중국해 연안까지 나타나서 괴롭히고 약탈하던 왜구를 여러 번 정벌하게 했다. 그러나 왜구들이 계속 출몰하자, 일본 조정에 사신을 보냈지만 별 성과를 거두지 못했다. 일본에 사절단을 3번 보내 회유와 협박을 계속했으나, 쓰시마섬 등을 근거로 한 왜구 문제에 관한 한 일본 정부도 다른 대책이 없었기에 왜구를 소탕할 수는 없었고 형식적인 답변만이 돌아왔다.

### 조선과의 외교
주원장은 조선에 조공을 요구하였다. 조선에서 사신이 오면 조선 왕의 서한에 있는 문자에 대해 트집 잡기도 했다. 또한 그는 조선의 재상 정도전을 몹시 경계하였는데, 정도전은 요동 정벌을 계획, 이를 목적으로 사병 혁파를 단행하고 군사 양성에 힘을 기울였기 때문이다. 이 점은 주원장이 정도전을 끝까지 경계한 이유가 되었다.

## 생애 후반

### 숙청 작업

#### 과도한 숙청
말년에는 한 고조 유방을 능가할 정도로 건국 공신들을 대거 숙청했다. 숙청을 대대적으로 감행한 이유는 공신들의 반역을 두려워하였고 또한 그의 후계자에게 보다 확고한 권력을 물려주기 위함이었다. 공신에 대한 숙청이 진행되자 개국공신 중 일부는 자발적으로 은퇴하여 시골로 내려갔다. 장남 주표와 차남 주상이 요절하면서 공신들에 대한 의심과 박해는 도를 넘는 수준에 도달하기도 했다. 손자인 건문제가 그에게 너무 잔인하다고 간언하자, 어느 날 그는 장미 나무의 가시를 꺾어서 손자에게 손으로 쥐어 보라고 하였다. 손자 주윤문이 장미가지를 들다가 손에서 피가 흐르며 고통을 느끼자, 그는 내가 생전에 이 가시들을 다 제거하여 너에게 주려 함이라고 설명했다.
그러나 과도한 숙청은 오히려 건문제의 지지기반을 거의 상실하는 결과가 되고 말았으니, 문제는 대대적인 숙청 후 건문제의 주변에 훌륭한 대신이나 장수가 거의 남아 있지 않았다는 점이었다. 훗날 넷째 아들 연왕 주체가 반란을 일으켰을 때 손자 주윤문을 도와 줄 세력이 하나도 없게 만들었다.(정난의 변) 또한 쿠데타의 빌미를 제공한 격이 되었다. 이를 두고 일부 명나라의 관료, 지식인층은 제 꾀에 제가 넘어간 것이라고 조롱했다. 한편 군벌 출신 공신들을 서서히 숙청해나가면서 군사문제의 관리에는 문인 출신의 관리가 임명되어 군무를 담당하게하였다.

#### 공신 숙청
1379년 재력가 심만삼을 낙향시키고 1380년 좌승상 호유용(胡惟庸)을 역모를 꾀했다 하여 처형하고 그와 연루된 1만 5천 명을 죽였다.(호유용의 옥) 훗날 10년뒤에 이 사건을 확대시켰는데 그 결과 3만여 명을 처형했다. 호유용을 처형시킴과 동시에 일반행정을 총괄하는 기관인 중서성(中書省)을 완전히 폐지하는 한편, 6부의 사무결재권한 역시 직접 전담하여 결국 6부의 상서들은 황제의 자문관으로 전락하게 되었다. 1384년 봄 자신의 조카이자 건국 1등 공신인 조국공 이문충을 독살했다. 이문충은 주원장의 매형인 이정대의 아들이다. 매형 이정대는 주원장이 불우했던 어린시절에 물질적으로 많은 도움을 준 은인이었다. 또한 이문충은 무재와 지략 외에 문재도 출중했으나 외숙부에게 고언을 자주 하다가 죽음을 당했다.
1385년에는 넷째 아들 연왕 주체의 장인이기도 한 노장 서달도 석연치 않게 죽었다. 서달은 몸에 종기가 퍼져서 만년에 고생했다. 이에 주원장은 서달에게 거위를 선물했는데, 거위는 종기와 상극이라고 한다. 서달은 자신에게 자결을 강요한 것으로 해석하고 통곡하며 거위를 달인 물을 마시고 죽어갔다. 그러나 고대하던 대업을 달성한 주원장은 문신들이 가장 위험한 세력이라고 느꼈다. 그래서 공신들을 견제하고 그 자리를 새로이 뽑은 사람들로 대체해 나가면서도 문인 관료들에 대한 경계심은 늦추지 않았다. 1390년 초대 승상 이선장 등이 호유용의 역모에 다시 연루되어 관료들의 탄핵을 받았다. 홍무제는 호유용 사건을 빌미로 삼아 이선장에게 자결을 명한 뒤, 1만 5천 명을 처형했다.
1392년에 큰 아들이 급사하는 바람에 손자 주윤문(훗날 건문제)가 황태손되었다. 그런데 손자가 너무 어렸기 때문에 주원장 자신이 죽은후에 노련하고 정치감각이 뛰어난 공신들에게 손자(건문제)가 휘둘릴 것을 우려하였다. 결과적으로 숙청 작업은 다시금 가혹하게 진행되었다. 1393년 양국공(凉國公) 남옥이 역모 혐의를 받고 2만 명의 연루자들과 함께 처형당했다. 남옥을 처형한 죄목은 원나라가 보낸 여자 간첩을 받아들여 미인계에 호응하여 내통했다는 것이다.(남옥의 옥)

#### 문자의 옥
건국 직후 지배계층의 내부갈등과 모순이 들어나기 시작했다. 점령후 통치에는 문치가 필요했기에 문신을 무신보다 우대하여 대거 중용하자 무신들이 불만을 토로했다. 이런 무신들에게 "세상이 혼란하면 무(武)가 나서고 세상이 평화로우면 문(文)이 다스려야 한다"고 대꾸했다고 한다. 유생과 문신도 공신들과 갈등하며 주원장의 정책에 비협조적이었고 불만을 우회적인 글로 표현하며 명왕조를 비방하였다. 문인들은 체제를 비판하면서도 한자가 표음문자로서 동음이의어가 많다는 특징을 활용하거나 모양이 비슷한 글자를 사용하여 간접적으로 뜻을 들어낼뿐 표현하고자하는 본래의 의도를 숨기곤했다.
이러한 유생들의 행태를 주원장은 매우 괘씸하게 생각하였다. 또한 그는 젊은시절 탁발승이 되어 구걸을 하고 홍건적에 들어가 비적질을 했던 자신의 과거를 매우 수치스럽게 생각했다. 미천한 소작농가문 출신이라 배움이 짧았기에 학자와 문인들 대한 강한 열등감을 느꼈고 그들을 노골적으로 싫어했다. 그래서 문신들이 조금만 잘못을 하여도 용서하지 않았고 문자사용을 트집잡아서 태형을 가하여 죽이거나 참수시켜버렸다. 이 사건을 문자의 옥(文字之獄)이라 한다.
상소문, 공문서, 각종 서적 등에 자신의 과거 행적(탁발승, 황건적)을 연상시킬수 있는 특정 글자를 금기어로 지정하였는데 이를 어길경우에는 가차없이 처형했다.  ‘광(光)’ '독(禿)' ‘승(僧)’, ‘적(賊)’등을 매우 싫어했다. ‘광(光)’자와 '독(禿, 대머리 독)'은 승려였던 자신의 깎은 머리를 연상시키며, ‘승(僧)’은 승려를, 적(賊)은 도적을 뜻하기 때문이라는 것이었다. 이런 터무니 없는 검열은 갈수록 심해져서 ‘적(賊)’과 발음이 비슷한 ‘칙(則)’, '도(盜)'와 발음이 같은 ‘도(道)', '승(僧)'과 발음이 같은 ‘생(生)', 자신의 성인 '주(朱)'와 비슷한 '수(殊)', '제비(帝非, 황제의 재목이 아니다)라는 말을 연상시키는 '제비(帝扉)', 돼지고기를 뜻하는 '저(猪)'는 '주(朱)'자와 발음이 동일한 'zhū'라는 이유로 금기하는등 많은 글자를 금기어로 지정했다.
중앙 집권을 강화하고 지식 계급의 사상을 탄압하여 여론을 통제하면서 자신의 열등감과 불안감을 해소하기 위해 자행된 문자의 옥(文字之獄)은 대부분이 억울하게 처벌받는 경우가 많았다. '계림부(桂林府)에서 학훈도(學訓導)라는 관직에 있던 장질(蔣質)은 《정단하표(正旦賀表)》에서 '건중작칙(建中作則)'이라는 표현을 사용했다. '몽골족을 몰아내어 대명 건국 투쟁기에 올바른 법을 수립하였다'라는 뜻이다. 그러나 이를 '건중작적(建中作賊, 대명 건국 투쟁중에 도적질을 하였다)'이라하며 장질을 참수하였다. 항주(杭州)의 유생 서일기가 「빛나는 하늘 아래 하늘이 성인을 내시어 세상을 위해 도리를 만드셨도다」(光天之下, 天生聖人, 爲世作則)라는 구절을 지어 황제를 칭송하는 하표(賀表)를 올리자 「빛」(光)이란 민머리가 빛나는 「승려」를 말하며 황제 자신이 한때 승려 생활을 했던 것을 조롱하는 것으로 몰아 죽여버렸다. 이밖에도 많은 유생들이 문자의 옥(文字之獄)으로 억울하게 죽었다.

#### 공포 정치
제도와 행정기구 개혁, 공신숙청으로 고도의 중앙집권적 독재체재를 구축한 주원장은 황제직속의 비밀경찰인 금의위(錦衣衛)를 통해 주요정무를 수행했다. 공식적으로는 유교를 지지했지만 현실에서는 이와 거리가 먼 공포정치를 펼쳐서 불안과 분파주의를 조장했다. 효과적인 행정을 펴려면 문치가 필요하다는 것을 경험으로 잘 알고 있었다. 그래서 건국초기에는 학문 우대정책을 펴며 교육을 장려하고 관리양성을 위해 의도적으로 학자들을 훈련시켰다. 그러나 말년에 학자들이란 황제를 위해 일하는 국가의 노예에 불과하다고 생각하여 학자들을 의심하며 학자들의 권세와 지위를 박탈하려 노력했다. 궁중에 태형용 몽둥이를 준비해놓았다가 조금이라도 실수를 저지르면 공개적으로 체벌을 가했는데, 때로는 태형이 심하여 학자와 관리들이 장을 맞다가 죽기도 했다. <명사(明史)> 형법지에 "정장(政杖)이란 형벌은 태조 주원장으로부터 시작되었다"고 적혀있는 것을 볼 수 있다. 이 같이 학자들을 경시하는 태도를 보이자 그의 치세 말년에 이르러 많은 문인, 학자들은 그에게 등을 돌리고 관직에 나가는 것을 포기했다.

### 사망
장남 황태자 주표가 1392년에 40세의 나이로 사망하자 주원장은 넷째 주체(훗날 영락제)를 태자로 책봉하려했다. 문무를 겸비한 넷째 주체는 북벌에도 참여하여 많은 무공을 세운바 있어 주원장은 그를 연왕으로 봉하여 북경을 지키게 하며 신뢰했다. 그러나 신하들이 주자가례에 의해 적장자 승계의 원칙을 들어 반대함으로 뜻을 이루지 못했다. 주원장은 이를 심히 아쉬워했다고 한다. 한편 더 큰 문제는 황태손이 아직 어리다는 것이었다. 그래서 아들들에게 자신의 장례식에 참석하지 말고 영지를 지키라는 유언을 남겼다. 장례라는 구실로 아직 어린 주윤문의 숙부들이 남경에 몰려오면 혹시라도 무슨 변란이 생길까 염려한 까닭이었다. 이런 행동들은 공신들과 관료들에 대한 의심을 부추겼고, 주원장은 만년을 고독하게 보냈다.
1398년에 홍무제가 10월 21일에 사망하니 묘호는 태조, 사후 성신문무흠명계운준덕성공통천대효고황제(聖神文武欽明啓運俊德成功統天大孝高皇帝)로 추존되었고, 가정제 때인 1538년에 개천행도조기입극대성지신인문의무준덕성공고황제(開天行道肇紀立極大聖至神仁文義武俊德成功高皇帝)로 재추존되었다.

### 사후
22세에 황제에 즉위한 주윤문은 창건한지 30년이 지났으니 문치가 필요하다는 의미로 연호를 건문(建文)으로 정했다. 조부의 장례를 서둘어 7일만에 마쳤는데 이는 전례에 없는 일로 숙부들이 조문을 빌미로 남경에 오는 일을 막기위한 조치였다. 한편 주원장이 생전에 염려했던 것과는 달리 황태손에게 위협이 되는 것은 개국공신들이 아니라 26명이나 되는 자신의 아들들(건문제의 숙부들)이었다. 건문제(주윤문)은 문인들을 중용하고 황족의 세력을 눌러 중앙집권을 꾀했다. 우선 숙부들을 차례로 숙청하여 유배를 보내거나 평민으로 강등시켜나갔다.
넷째 주체는 건문제가 자신을 노린다는 사실을 간파하고 거병하여 '정난의 변'을 일으켰다. 명분은 황제의 측근에 있는 간신무리들을 척결하여 황제의 권위를 바로 세우겠다는 것이었다. 양측간에 치열한 공방이 4년간 이어진 끝에 넷째 주체가 1402년에 수도 남경을 함락한후 건문제를 폐위 시키고 즉위하여 명나라 제3대 황제 영락제가 되었다. 영락제는 1421년 수도를 북경으로 천도하였고 원정을 통해 몽고세력을 약화시키는등 대내외적으로 세력을 확장시키고 국정을 안정시키며 많은 치적을 쌓아나갔다.

## 체제 정비
주원장은 지방관의 인사임명을 직접 담당하여 중앙의 지방통제권을 강화했다. 중앙에는 1380년 중서성(中書省)과 승상을 폐지하여 육부(六部)를 황제가 직접 관장하고 결제받게했으며, 도찰원(都察院)·오군도독부(五軍都督府) 등을 설치하여 황제가 이들 기관을 감독, 규찰했다. 지방 관제도 병권과 행정, 감찰권을 분할하여 포정사사(布政使司:行政)·도지휘사사(都指揮使司:軍事)·안찰사사(按察使司:檢察)를 각각 독립시키고 이들을 중앙에 직결시켜 황제는 이 통치기구 위에 군림하여 군사, 행정, 사법의 절대권한을 장악했다. 지방관 외에 24인의 황자(皇子)를 전국의 요지에 제후국왕으로 분봉(分封)하여 변방의 반발을 최소화했다. 한편, 농민통치에도 힘을 기울여 전국의 농촌에 이갑제(里甲制)를 설치하고 부역황책(賦役黃冊)과 어린도책(魚鱗圖冊)을 만들도록 하여 조세·부역의 징수를 공평히 하고 세율을 조정케 했다.
주원장은 황족에 대한 율령도 직접 작성했다. 율령에 따르면 황제의 장남은 황태자, 황태자의 장남은 황태손으로 하고 황제의 아들과 황태자의 아들은 친왕에 봉하고, 친왕의 직위는 장남이 세습하고, 친왕의 다른 아들들은 군왕(郡王)으로 봉한다. 황제와 황태자의 딸은 공주, 친왕의 딸은 군주(郡主), 군왕의 딸은 현주(縣主)로 임명하고, 황제와 태자의 사위는 부마, 친왕과 군왕의 사위는 의빈으로 하라고 직접 지시하였다. 군왕직은 장남이 세습하고 군왕의 차남 이하는 진국장군(鎭國將軍), 군왕의 손자는 보국장군(輔國將軍), 군왕의 증손은 봉국장군(奉國將軍)으로 임명한다.
황족은 절대로 명 제국 정치에 관여하지 못하도록 규정을 정했는데, 지역 번국의 국왕이나 절도사로 파견되었던 친왕과는 달리 영토나 부임지가 없었던 군왕 이하의 먼 황족들은 생계에 지장을 초래했고 이들 중 일부는 범죄를 저지르거나 관료를 능멸하기도 했다. 군왕의 4세손 이하에게는 작위를 주지 않아 이는 뒤에 문제가 되었다.

## 기타

### 초상화
그의 실제 얼굴은 약간 살이 붙고 덕스러운 얼굴이었다 한다. 그러나 그를 비방하는 이들은 태조를 아래턱이 툭 튀어나오고 못생겼으며 얽은 자국이 있는 모습으로 묘사하였다. 일부 초상화에서는 그가 다른 황제들 못지 않게 잘생겼었다는 사실을 보여 주지만 가장 부정적인 묘사에 들어맞는 그림 몇 점도 지금까지 남아있다. 화가가 그린 초상화 외에 그의 실물과 가깝게 그린 초상화 3점 이 어느 사찰에 보존되다가 현재까지 중국에 전래되고 있다.

### 효자고황후
1352년경에 그는 곽자흥의 양녀와 결혼을 하여 사위가 되었는데, 곽자흥이 그를 사위로 받아들인 배경에는 곽자흥이 주원장에게 상서로운 기운이 있음을 알아보고 사위로 삼았다는 설과 주원장의 능력을 질시하고 두려워하여 사위로 삼았다는 설이 있다. 곽자흥의 사위가 된 뒤에는 곽자흥이 그의 능력을 꼬투리잡아 광에 가둔 일이 있다. 이때 부인 마씨는 광의 구멍을 파고 그에게 먹을 것을 들여주기도 했다. 또한 양아버지 곽자흥의 노여움을 풀기 위해 양모에게 지극정성으로 대했다 한다.
황후가 된 뒤에도 검소했다 하며 주원장의 유일한 친조카가 민가에 피해를 입혀서, 사건에 연루된 관료들이 모조리 처형당하고 조카 역시 처형당할 위기에 몰렸으나 유일한 친혈육임을 들어 구명하기도 했다. 나중에 효자고황후가 죽은 뒤에도 주원장은 신하들의 청을 물리치고 다시 황후를 세우지 않았다.

### 돼지요리 만삼제
만삼제(萬三蹄)는 강소성(江蘇省) 소주시(蘇州市)에 있는 주장(周莊) 지역의 대표적인 돼지요리중에 하나이다. 한국인들이 좋아하는 돼지족발과 비슷한데, 이 요리의 이름은 중국 거부(巨富)의 상징인 심만삼(沈萬三)과 주원장의 인연에서 비롯되었다고 한다. 이들의 인연은 악연으로 시작한다. 1365년에 주원장이 소주(蘇州)을 공격하였는데 무려 8개월에 걸쳐 고전을 하였다. 이런 이유는 소주(蘇州)를 차지하고 있던 장사성(張士誠)을 강남 대부호인 심만삼(沈萬三)이 막강한 경제력으로 군비를 지원하고 있었기 때문이었다. 끝내 정복하였지만 이일로 인해 주원장은 상인들을 싫어하게 되었고 이후로 상업을 억압하며 특히 심만삼(沈萬三)을 눈에 가시처럼 여기며 그의 재산을 빼앗을 궁리를 하였다.
건국후 어느날 주원장이 심만삼의 집을 방문하였는데, 돼지족발 요리가 다른 음식들과 함께 나왔다. 기회라고 생각한 주원장은 요리의 이름을 물었다. 만약 돼지족발(猪蹄)이라고 답할 경우에 돼지를 뜻하는 '저(猪)'의 발음이 '주(朱)'자와 동일한 'zhū'가 됨으로 곧 '주원장의 발(황제의 발)'을 먹는다는 뜻이 되므로 죽음을 면키 어렵게 된다. 이를 직감한 심만삼은 '만삼제(萬三蹄)'라 답하며 자신의 가문에서 자주 해먹는 요리라서 그리 부르고 있다고 답하였다.
족발이 통째로 요리된채로 올라왔음을 보고 먹는방법을 물으며 시범을 보여달라고 주원장이 청했다. 본래 칼로 잘라 먹는 것이었으나 황제앞에서 칼을 든다는 것은 역모의 혐의를 뒤집어 쓸수 있으므로 심만삼은 족발에서 가는 뼈를 뽑아내어 그것으로 족발을 잘라 황제에게 내밀었다. 주원장은 심만삼이 두차례에 걸친 시험에 지혜롭게 빠져나가자 허탈해하며 빈손으로 돌아갔다. 이런 일화로 인해 만삼제(萬三蹄)로 불리게 되었고 오늘날에 중국인들은 만삼제를 칼이 아닌 돼지뼈로 잘라먹는다고 한다.
훗날 심만삼은 주원장에게 잘 보이려고 수도 남경의 성곽과 도시건설 사업에 사재를 털어 공사를 하였고 완공후 수고한 병사들에게 거금을 쾌척하여 술과 고기로 대접하였다. 그런데 이것을 안 주원장은 천자의 병사들에게 함부로 대접함은 사심을 가지고 역모를 계획하는 것이라 대노하면서 심만삼을 유배형에 처하고 재산을 몰수해버렸다.

## 가계

### 조상
- 천조부: 오세조공(五世祖公) 주중팔(朱仲八)
- 천조모: 진씨(陳氏)
- 고조부: 덕조현황제(德祖玄皇帝) 주백륙(朱百六)
- 고조모: 현황후(玄皇后) 호씨(胡氏)
- 증조부: 의조환황제(懿祖桓皇帝) 주사구(朱四九)
- 증조모: 환황후(桓皇后) 후씨(侯氏)
- 조부 : 희조유황제(熙祖裕皇帝) 주초일(朱初一)
- 조모 : 유황후(裕皇后) 왕씨(王氏)
- 부친 : 인조순황제(仁祖淳皇帝) 주세진(朱世珍)
- 모친 : 순황후(淳皇后) 진씨(陳氏)

### 황후
| 봉호       | 시호                    | 이름(성씨) | 재위년도        | 생몰년도        | 국구(장인/장모)                                     | 별칭 | 비고 |
| ---------- | ----------------------- | ---------- | --------------- | --------------- | --------------------------------------------------- | ---- | ---- |
| 황후(皇后) | 효자고황후 (孝慈高皇后) | 마씨(馬氏) | 1368년 ~ 1382년 | 1332년 ~ 1382년 | 서왕(徐王) 마공(馬公) 서왕부인(徐王夫人) 정온(鄭媼) |      |      |

### 후궁
| 봉호       | 시호                        | 이름(성씨) | 생몰년도        | 국구(장인/장모)                                                 | 별칭 | 비고             |
| ---------- | --------------------------- | ---------- | --------------- | --------------------------------------------------------------- | ---- | ---------------- |
| 귀비(貴妃) | 성목귀비 (成穆貴妃)         | 손씨(孫氏) | 1343년 ~ 1374년 | 손화경(孫和卿) 조씨(晁氏)                                       |      |                  |
| 귀비(貴妃) |                             | 오씨(吳氏) |                 |                                                                 |      | 귀비 오씨의 언니 |
| 귀비(貴妃) |                             | 오씨(吳氏) |                 |                                                                 |      | 귀비 오씨의 동생 |
| 귀비(貴妃) |                             | 강씨(江氏) |                 |                                                                 |      |                  |
| 귀비(貴妃) |                             | 조씨(趙氏) |                 |                                                                 |      |                  |
| 숙비(淑妃) |                             | 이씨(李氏) |                 | 이걸(李傑)                                                      |      |                  |
| 영비(寧妃) |                             | 곽씨(郭氏) |                 | 곽산보(郭山甫)                                                  |      |                  |
| 혜비(惠妃) |                             | 곽씨(郭氏) |                 | 저양왕(滁陽王) 곽자흥(郭子興) 저양왕부인(滁陽王夫人) 장씨(張氏) |      |                  |
| 혜비(惠妃) | 장정안영혜비 (莊靖安榮惠妃) | 최씨(崔氏) |                 |                                                                 |      |                  |
| 충비(充妃) | 소경충비 (昭敬充妃)         | 호씨(胡氏) |                 | 호천(胡泉)                                                      |      |                  |
| 안비(安妃) |                             | 정씨(鄭氏) |                 |                                                                 |      |                  |
| 정비(定妃) |                             | 달씨(達氏) |                 |                                                                 |      |                  |
| 순비(順妃) |                             | 호씨(胡氏) |                 |                                                                 |      |                  |
| 현비(賢妃) |                             | 이씨(李氏) |                 |                                                                 |      |                  |
| 혜비(惠妃) |                             | 유씨(劉氏) |                 |                                                                 |      |                  |
| 여비(麗妃) |                             | 갈씨(葛氏) |                 | 갈천(葛川)                                                      |      |                  |
| 석비(碩妃) |                             |            |                 |                                                                 |      |                  |
| 비(妃)     |                             | 여씨(余氏) |                 |                                                                 |      |                  |
| 비(妃)     |                             | 양씨(楊氏) |                 |                                                                 |      |                  |
| 비(妃)     |                             | 주씨(周氏) |                 |                                                                 |      |                  |
| 비(妃)     |                             | 한씨(韓氏) |                 |                                                                 |      |                  |
| 미인(美人) |                             | 장씨(張氏) |                 |                                                                 |      |                  |
|            |                             | 곡씨(郜氏) |                 |                                                                 |      |                  |
|            |                             | 임씨(林氏) |                 |                                                                 |      |                  |

### 황자
| -    | 봉호           | 시호       | 이름       | 생몰년도        | 생모            | 자식      | 별칭       | 비고                       |
| ---- | -------------- | ---------- | ---------- | --------------- | --------------- | --------- | ---------- | -------------------------- |
| 장남 | 황태자(皇太子) | 의문(懿文) | 주표(朱標) | 1355년 ~ 1392년 | 효자고황후 마씨 | 5남 4녀   |            | 건문제(建文帝)의 아버지.   |
| 차남 | 진왕(秦王)     | 민(愍)     | 주상(朱樉) | 1356년 ~ 1395년 | 효자고황후 마씨 | 6남 2녀   |            |                            |
| 3남  | 진왕(晉王)     | 공(恭)     | 주강(朱棡) | 1358년 ~ 1398년 | 효자고황후 마씨 | 7남 3녀   |            |                            |
| 4남  | 연왕(燕王)     |            | 주체(朱棣) | 1360년 ~ 1424년 | 효자고황후 마씨 | 4남 5녀   |            | 제3대 황제 영락제(永樂帝). |
| 5남  | 주왕(周王)     | 정(定)     | 주숙(朱橚) | 1361년 ~ 1425년 | 효자고황후 마씨 | 15남 12녀 | 오왕(吳王) |                            |
| 6남  | 초왕(楚王)     | 소(昭)     | 주정(朱楨) | 1364년 ~ 1424년 | 소경충비 호씨   | 3남       | 제왕(齊王) |                            |
| 7남  | 제왕(齊王)     | 공(恭)     | 주부(朱榑) | 1364년 ~ 1428년 | 정비 달씨       | 5남       |            | [ 60 ]                     |
| 8남  | 담왕(潭王)     |            | 주재(朱梓) | 1369년 ~ 1390년 | 정비 달씨       |           |            |                            |
| 9남  | 조왕(趙王)     |            | 주기(朱杞) | 1369년 ~ 1371년 |                 |           |            | 요절함.                    |
| 10남 | 노왕(魯王)     | 황(荒)     | 주단(朱檀) | 1370년 ~ 1390년 | 영비 곽씨       | 1남       |            |                            |
| 11남 | 촉왕(蜀王)     | 헌(獻)     | 주춘(朱椿) | 1371년 ~ 1423년 | 혜비 곽씨       | 6남       |            |                            |
| 12남 | 상왕(湘王)     |            | 주백(朱柏) | 1371년 ~ 1399년 | 순비 호씨       | 2녀       |            |                            |
| 13남 | 대왕(代王)     | 간(簡)     | 주계(朱桂) | 1374년 ~ 1446년 | 혜비 곽씨       | 11남 7녀  | 예왕(豫王) |                            |
| 14남 | 숙왕(肅王)     | 장(莊)     | 주영(朱楧) | 1376년 ~ 1420년 | 궁인 곡씨       | 1남       | 한왕(漢王) |                            |
| 15남 | 요왕(遼王)     | 간(簡)     | 주식(朱植) | 1377년 ~ 1424년 | 황비 한씨       | 4남       | 위왕(衛王) |                            |
| 16남 | 경왕(慶王)     | 정(靖)     | 주전(朱㮵) | 1378년 ~ 1438년 | 황비 여씨       | 6남       |            |                            |
| 17남 | 영왕(寧王)     | 헌(獻)     | 주권(朱權) | 1378년 ~ 1448년 | 황비 양씨       | 6남 14녀  |            |                            |
| 18남 | 민왕(岷王)     | 장(莊)     | 주편(朱楩) | 1379년 ~ 1450년 | 황비 주씨       | 5남       |            |                            |
| 19남 | 곡왕(谷王)     |            | 주혜(朱橞) | 1379년 ~ 1428년 | 혜비 곽씨       | 7남       |            | [ 61 ]                     |
| 20남 | 한왕(韓王)     | 헌(憲)     | 주송(朱松) | 1380년 ~ 1407년 | 황비 주씨       | 4남 1녀   |            | [ 62 ]                     |
| 21남 | 심왕(瀋王)     | 간(簡)     | 주모(朱模) | 1380년 ~ 1431년 | 귀비 조씨       | 8남 6녀   |            |                            |
| 22남 | 안왕(安王)     | 혜(惠)     | 주영(朱楹) | 1383년 ~ 1417년 |                 |           |            |                            |
| 23남 | 당왕(唐王)     | 정(定)     | 주경(朱桱) | 1386년 ~ 1415년 | 현비 이씨       | 3남 1녀   |            | [ 63 ]                     |
| 24남 | 영왕(郢王)     | 정(靖)     | 주동(朱棟) | 1388년 ~ 1414년 | 혜비 유씨       |           |            |                            |
| 25남 | 이왕(伊王)     | 여(厲)     | 주이(朱㰘) | 1388년 ~ 1414년 | 여비 갈씨       | 1남       |            |                            |
| 26남 |                |            | 주남(朱楠) | 1394년          | 여비 갈씨       |           |            | 요절함.                    |

### 황녀
| -    | 봉호                        | 이름           | 생몰년도        | 생모            | 부마                              | 별칭               | 비고    |
| ---- | --------------------------- | -------------- | --------------- | --------------- | --------------------------------- | ------------------ | ------- |
| 장녀 | 임안공주 (臨安公主)         | 주경정(朱鏡静) | 1360년 ~ 1421년 | 성목귀비 손씨   | 이기(李祺)                        | 장공주(長公主)     |         |
| 차녀 | 영국공주 (寧國公主)         |                | 1364년 ~ 1434년 | 효자고황후 마씨 | 영국영정공(榮國榮定公) 매은(梅殷) | 대장공주(大長公主) |         |
| 3녀  | 숭녕공주 (崇寧公主)         |                |                 |                 | 우성(牛城)                        |                    |         |
| 4녀  | 안경공주 (安慶公主)         |                |                 | 효자고황후 마씨 | 구양륜(歐陽倫)                    |                    |         |
| 5녀  | 여녕공주 (汝寧公主)         |                |                 | 영비 곽씨       | 육현(陸賢)                        |                    |         |
| 6녀  | 회경공주 (懷慶公主)         |                | 1366년 ~ 1425년 | 성목귀비 손씨   | 영춘후(永春侯) 왕녕(王寧)         | 대장공주(大長公主) |         |
| 7녀  | 대명공주 (大名公主)         |                | 1368년 ~ 1426년 | 영비 곽씨       | 난성후(灤城侯) 이견(李堅)         | 장공주(長公主)     |         |
| 8녀  | 복청공주 (福淸公主)         |                | 1370년 ~ 1417년 | 안비 정씨       | 장린(張麟)                        | 장공주(長公主)     |         |
| 9녀  | 수춘공주 (壽春公主)         |                | 1373년 ~ 1388년 |                 | 부충(復忠)                        |                    |         |
| 10녀 | 공주 (公主)                 |                |                 |                 |                                   |                    | 요절함  |
| 11녀 | 남강공주 (南康公主)         | 주옥화(朱玉華) | 1373년 ~ 1438년 | 궁인 임씨       | 호관(胡觀)                        | 대장공주(大長公主) |         |
| 12녀 | 영가정의공주 (永嘉貞懿公主) |                | 1376년 ~ 1455년 | 혜비 곽씨       | 곽진(郭鎭)                        | 대장공주(大長公主) |         |
| 13녀 | 공주 (公主)                 |                |                 | 성목귀비 손씨   |                                   |                    | 요절함. |
| 14녀 | 함산공주 (含山公主)         |                | 1381년 ~ 1462년 | 황비 한씨       | 윤청(尹淸)                        | 대장공주(大長公主) |         |
| 15녀 | 여양공주 (汝陽公主)         |                |                 | 혜비 곽씨       | 사달(謝達)                        | 장공주(長公主)     |         |
| 16녀 | 보경공주 (寶慶公主)         |                | 1394년 ~ 1433년 | 미인 장씨       | 조휘(趙輝)                        | 대장공주(大長公主) |         |

## 기년과 연호
| 연호       | 사용기간 | 사용기간        | 년수 | 비고 |
| ---------- | -------- | --------------- | ---- | ---- |
| 홍무(洪武) | 1368년   | 1398년 (건문제) | 31년 |      |
| 홍무(洪武) | 1368년   | 1402년 (영락제) | 35년 |      |

## 홍무제가 등장하는 작품

### 소설
- 《금방울전》(작자 미상)

### 사극
- 《용의 눈물》(KBS, 1996년~1998년, 배우: 김순철)
- 《정도전》(KBS, 2014년~2014년, 배우: 조광유)
- 《주원장》(CCTV, 2006년, 배우: 후쥔)
- 《태종 이방원》(KBS, 2021년~2022년, 배우: 김성강)

## 같이 보기
| - 홍건적 - 한림아 - 주세진 - 주초일 - 심만삼 - 명옥진 - 팽태후 - 주희 | - 원 혜종 - 원 소종 - 이성계 - 정도전 - 의문태자 - 명하 - 명승 - 조선 - 태조 (1392년~1398년) |